# Alexander Frei
Alexander Frei (Basilea, Suiza, 15 de julio de 1979) es un exfutbolista y entrenador suizo que jugaba como delantero. Es el máximo anotador en la historia de la selección suiza con 42 goles en 84 partidos. Actualmente está sin club.

## Trayectoria

### Como jugador
Frei jugó en la Superliga de Suiza desde su debut profesional en 1997 hasta 2003. Durante esos años pasó por el Basel, Thun, Luzern y, finalmente, Servette, donde jugó durante tres años marcando 36 goles en 64 partidos.
Para la temporada 03-04, fue adquirido por el club francés Stade Rennes, donde se destacó en su primera campaña, ubicándose segundo en la tabla de goleadores de la Ligue 1 por detrás de Djibril Cissé, y la 04-05, cuando fue el máximo goleador de la liga. En 2006, después del Mundial de Alemania, fue transferido al Borussia Dortmund por alrededor de 5.000.000 de Euros. El 19 de julio de 2009, fue presentado ante una multitud en su regreso al Basel. Debutó en la victoria de 2–1 sobre Sion el 26 de julio de 2009. Proveyó una asistencia y anotó en el último minuto, dándole la victoria a su equipo. En la temporada 2009-10, anotó 15 goles en 19 partidos y Basel ganó el doblete. En la siguiente temporada, anotó 24 goles y fue el goleador del torneo.
Entre los años de 1997 a 1998 y nuevamente de 2009 a 2013, Frei jugó un total de 217 partidos con el Basilea y marcó un total de 148 goles. 114 de estos partidos fueron en la Superliga de Suiza, 15 en la Copa de Suiza, 38 en las competiciones europeas (Champions League y Europa League ) y 50 fueron partidos amistosos. Marcó 74 goles en la liga doméstica, 13 en la copa, 22 en los partidos europeos y los otros 39 los marcó en los partidos de prueba. Con el club ganó cuatro campeonatos de liga y dos títulos de copa.

### Como entrenador
Fue entrenador interino del FC Basel en 2018.
En septiembre de 2020, se convirtió en entrenador del FC Wil. Renunció a este puesto en noviembre de 2021 y en diciembre firmó como entrenador del FC Winterthur. Después de llevar con éxito al Winterthur a la promoción a la Superliga, su antiguo club FC Basel lo contrató para ser su nuevo entrenador. Frei y el club separaron sus caminos el 7 de febrero de 2023, con el equipo en el séptimo lugar de la tabla.
El 12 de junio de 2023, fue oficializado como entrenador del FC Aarau.El 25 de marzo de 2024 dejó su cargo de mutuo acuerdo con el club, a pesar de haber realizado una buena temporada.

## Selección nacional
Con la Selección de Suiza jugó la Eurocopa 2004, la Eurocopa 2008, la Copa Mundial de Fútbol de 2006 y la Copa Mundial de Fútbol de 2010. Durante la Eurocopa 2004, una cámara captó a Frei escupiendo a Steven Gerrard en el partido ante Inglaterra. Aunque la acción no fue tomada al momento, Frei recibió después una sanción de 15 días por la UEFA. Anotó dos goles en el Mundial de 2006, uno ante Togo y otro polémico ante Corea del Sur.
En su 59.º partido con la selección, el 30 de mayo de 2008 contra Liechtenstein, Alexander Frei consiguió batir el récord del hasta ahora detentor Kubilay Türkyilmaz, que había marcado 34 goles para Suiza. Días antes del encuentro, el jugador del Borussia Dortmund había afirmado su promesa de querer batir el récord antes de que comenzara el Campeonato Europeo.
Fue llamado a participar en la Eurocopa 2008 como capitán de la escuadra hélvética. Sin embargo, ante República Checa, se lesionó tras confrontar a Zdeněk Grygera y se perdió el resto del torneo debido a una torcedura de ligamentos de la rodilla, siendo sometido luego a cirugía. El 5 de abril de 2011, decidió retirarse de la escuadra nacional tras ser duramente criticado en el empate ante Bulgaria por las eliminatorias a la Eurocopa 2012.

### Participaciones en Copas del Mundo
| Mundial                        | Sede      | Resultado        | Partidos | Goles |
| ------------------------------ | --------- | ---------------- | -------- | ----- |
| Copa Mundial de Fútbol de 2006 | Alemania  | Octavos de final | 4        | 2     |
| Copa Mundial de Fútbol de 2010 | Sudáfrica | Primera fase     | 2        | 0     |

### Participaciones en Eurocopas
| Eurocopa      | Sede            | Resultado    | Partidos | Goles |
| ------------- | --------------- | ------------ | -------- | ----- |
| Eurocopa 2004 | Portugal        | Primera fase | 2        | 0     |
| Eurocopa 2008 | Austria y Suiza | Primera fase | 1        | 0     |

## Clubes

### Como jugador
| Club              | País     | Año       |
| ----------------- | -------- | --------- |
| Basel             | Suiza    | 1997-1998 |
| Thun              | Suiza    | 1998-1999 |
| Lucerna           | Suiza    | 1999-2000 |
| Servette          | Suiza    | 2000-2003 |
| Stade Rennes      | Francia  | 2003-2006 |
| Borussia Dortmund | Alemania | 2006-2009 |
| Basel             | Suiza    | 2009-2013 |

### Como entrenador
| Club          | País  | Año       |
| ------------- | ----- | --------- |
| Basel         | Suiza | 2018      |
| FC Wil        | Suiza | 2020-2021 |
| FC Winterthur | Suiza | 2021-2022 |
| Basel         | Suiza | 2022-2023 |
| FC Aarau      | Suiza | 2023-2024 |

## Palmarés

### Campeonatos nacionales
| Título             | Club     | País  | Año     |
| ------------------ | -------- | ----- | ------- |
| Copa de Suiza      | Servette | Suiza | 2000-01 |
| Superliga de Suiza | Basel    | Suiza | 2009-10 |
| Copa de Suiza      | Basel    | Suiza | 2009-10 |
| Superliga de Suiza | Basel    | Suiza | 2010-11 |
| Superliga de Suiza | Basel    | Suiza | 2011-12 |
| Copa de Suiza      | Basel    | Suiza | 2011-12 |
| Superliga de Suiza | Basel    | Suiza | 2012-13 |

### Distinciones individuales
| Distinción                                          | Año  |
| --------------------------------------------------- | ---- |
| Jugador del año Credit Suisse                       | 2003 |
| Jugador suizo del Año                               | 2005 |
| Jugador suizo del Año                               | 2007 |
| Máximo goleador de la Ligue 1 (20 goles)            | 2005 |
| Máximo goleador de la Superliga de Suiza (24 goles) | 2011 |